# 메이저 리그 베이스볼 2K11
메이저 리그 베이스볼 2K11, 짧게 줄여서 MLB 2K11라고 불리는 게임은 MLB 라이선스를 취득한 MLB 야구 시뮬레이션 게임이다. 호환되는 기종으로는 윈도우, 엑스박스 360, 플레이스테이션 3, 플레이스테이션 2, 플레이스테이션 포터블, 닌텐도 DS, 닌텐도 Wii가 있다.

## 게임 표지 선수
메이저 리그 2K10 게임 표지 선수였던 에반 롱고리아에서 사이 영 상에서 수상한 필라델피아 필리스의 선수 로이 할라데이가 메이저 리그 2K11 게임 표지 선수로 발표되었다.

## 해설자
이 게임의 해설자는 Steve Phillips, Gary Thorne과 John Kruk이다. John Kruk는 Wii버전에는 참가하지 않았다.

## 새로운 기능

### PC, Xbox 360, 플레이스테이션 3
메이저 리그 베이스볼 2K11의 기본 엔진은 메이저 리그 베이스볼 2K10이지만, 새롭게 추가된 내용도 있다. 이번 업데이트에서는 동적 플레이어 평가 시스템(DPRS)가 포함되어, 플레이어의 활동기간이 끝나기 4주 전부터 플레이어의 능력이 떨어져서 부진하게 된다. DPRS는 타격과 투구에는 영향을 미치지만, 수비에는 별 영향을 미치지 않을 것이다. DPRS를 켜지 않고 재생하는 옵션이 있을 것이다. 그러나 짧은 시간동안 가치가 있는 DPRS 덕분에, DPRS가 이적에 영향을 미치지 않는다. 프랜차이즈 모드, 통계에 대해서 선수의 가치를 반영하는 것이 아니라 실제에 따라 선수 가치를 반영한다.
심판은 투구 평가 경기장을 찾을 수 있는 능력에 영향을 미칠 동안 더 많은 무작위 공격 영역을 갖는다. 이 게임은 메이저 리그 베이스볼 2K 중 가장 많은 게임 플레이 슬라이더를 가졌다. 그리고 이번 시리즈 중 처음으로 비트는 슬라이더가 성과에 영향을 주지 않는다. 부족한 야수들은 호수비(슬라이딩 캐치 또는 다이빙 캐치)로 잠금이 해제가 된다. 이번 게임에서 도루가 개선되었고, 그리고 주자의 속도, 피치, 리드의 종류, 그리고 포수의 팔과 같은 계정 많은 변수로 소요된다. 또한 자기와 같이 플레이하던 팀이 부상 때문에 작은 문제가 생겨도 문제가 없다. 그 문제는 투수로 발생한다.

### Wii
Wii는 자체 고유의 기능을 가지고, 미니 다이아몬드를 포함하여, 좋은 장소에서 설정된 새로운 멀티 플레이어 모드, 붐비는 환경에 낮은 중력 공간 야구장으로, 컨트롤과 투구하는 동안 리모컨과 눈차크를 활용한다. Wii 버전은 또한 프랜차이즈, 토너먼트와 홈런 더비 모드를 갖추고 있다.

### 플레이스테이션 2, 플레이스테이션 포터블
플레이스테이션 2와 플레이스테이션 포터블 버전은 기존의 메인 버전보다 많은 것들이 추가되었다. 하지만 여전히 프랜차이즈, 시즌 플레이 모드, 홈런 더비와 매니저 마무리 기능에 플레이어는 선발과 시작 투수를 설정하고 어떤 전략으로 매니저의 역할로 정확하게 경기를 한다. PSP 버전에서는 마이너 리그 야구 경기에 출전하는 2군 플레이어들을 추가할 수 있다.

### 닌텐도 DS
닌텐도 DS의 기능은 포스트시즌, 시즌 모드가 있을 뿐만 아니라 투구, 타격의 완벽한 컨트롤을 위해서 터치 스크린을 활용한다. 또한 이 게임은 250개의 가상 트레이딩 카드를 가지고 있다.

## 게임 홍보
지난 1월, 2K 스포츠에서 작년 대회 때 했던 대회가 다시 열 예정이라 발표했다. 플레이어들이 Xbox 360, 또는 PS3 버전에서 완벽한 투구를 해서 1경기 무안타 무타점을 기록한 사람에게 백만 달러가 돌아간다고 발표한 바 있었다.

## 사운드 트랙
1. 펄 잼 - "Rearview Mirror"
2. Shout Out Louds - "Please Please Please"
3. 조앤 제트 - "Bad Reputation"
4. The Willowz - "Repetition"
5. Tab The Band - "Bought & Sold"
6. Trenchtown - "Pourin' Rain"
7. Trenchtown - "Unpaid Holiday"
8. Corroded - "Come on In"
9. 파이브 핑거 데스 펀치 - "Hard to See"
10. The Wolfmen - "Better Days"
11. Double0Zero - "The HiHi's"
12. We Are Scientists - "You Should Learn"
13. Ubiquitous Synergy Seeker - "Anti-Venom"

## 평가
| 평가 |                                        |
| --- | -------------------------------------- |
| 통합 점수 통합사 점수 게임랭킹스 70% (PS3) [ 1 ] 69% (X360) [ 2 ] 메타크리틱 74/100 (PC) [ 3 ] 72/100 (PS3) [ 4 ] 69/100 (X360) [ 5 ] 평론 점수 평론사 점수 게임 인포머 6/10 [ 6 ] 게임스팟 7.5 [ 7 ] 게임스레이더+ [ 8 ] 게임트레일러스 6.9/10 [ 9 ] 게임존 7/10 [ 10 ] IGN 7/10 [ 11 ] |                                        |
| 통합 점수 |                                        |
| 통합사 | 점수                                   |
| 게임랭킹스 | 70% (PS3) 69% (X360)                   |
| 메타크리틱 | 74/100 (PC) 72/100 (PS3) 69/100 (X360) |
| 평론 점수 |                                        |
| 평론사 | 점수                                   |
| 게임 인포머 | 6/10                                   |
| 게임스팟 | 7.5                                    |
| 게임스레이더+ | [ 8 ]                                  |
| 게임트레일러스 | 6.9/10                                 |
| 게임존 | 7/10                                   |
| IGN | 7/10                                   |